# Дачне (Дубовиківська сільська громада)
Да́чне — село в Україні, у Дубовиківській сільській громаді Синельниківського району Дніпропетровської області. Населення становить 60 осіб. Орган місцевого самоврядування — Дубовиківська сільська рада.

## Історія
7 (20) листопада 1917 року, відповідно до Третього Універсалу Української Центральної Ради, увійшло до складу Української Народної Республіки.
12 червня 2020 року, відповідно до розпорядження Кабінету Міністрів України № 709-р від «Про визначення адміністративних центрів та затвердження територій територіальних громад Дніпропетровської області», увійшло до складу Дубовиківської сільської громади.
19 липня 2020 року, в результаті адміністративно-територіальної реформи та ліквідації Васильківського району, село увійшло до складу новоутвореного Синельниківського району.

## Географія
Село Дачне розташоване в центральній частині Синельниківського району на річці Чаплина. Річка в цьому місці пересихає, на ній зроблено кілька загат. Поруч проходить автомобільна дорога Т 0427.
На півдні межує з селом Зелена Роща, на сході з селом Миколаївка, на півночі з селом Відродження та на заході з селом Бровки.

## Населення

### Мова
Розподіл населення за рідною мовою за даними перепису 2001 року:
| Мова       | Кількість | Відсоток |
| ---------- | --------- | -------- |
| українська | 60        | 100%     |